# Ponte do Milénio
A Ponte do Milénio (português europeu) ou Milênio (português brasileiro) (em inglês: Millennium Bridge) é uma ponte suspensa pedonal fabricada em aço, localizada na cidade de Londres, na Inglaterra. Foi inaugurada em 2000. Cruza o Rio Tâmisa, unindo a zona de Bankside com a City de Londres. Situa-se entre a ponte de Southwark e a ponte de Blackfriars. Foi a primeira a ser construída na cidade desde que foi feita a ponte da Torre, em 1894. É propriedade da Bridge House Estates, uma fundação de beneficência que também se encarrega da manutenção e que é supervisionada pela City of London Corporation.

## História

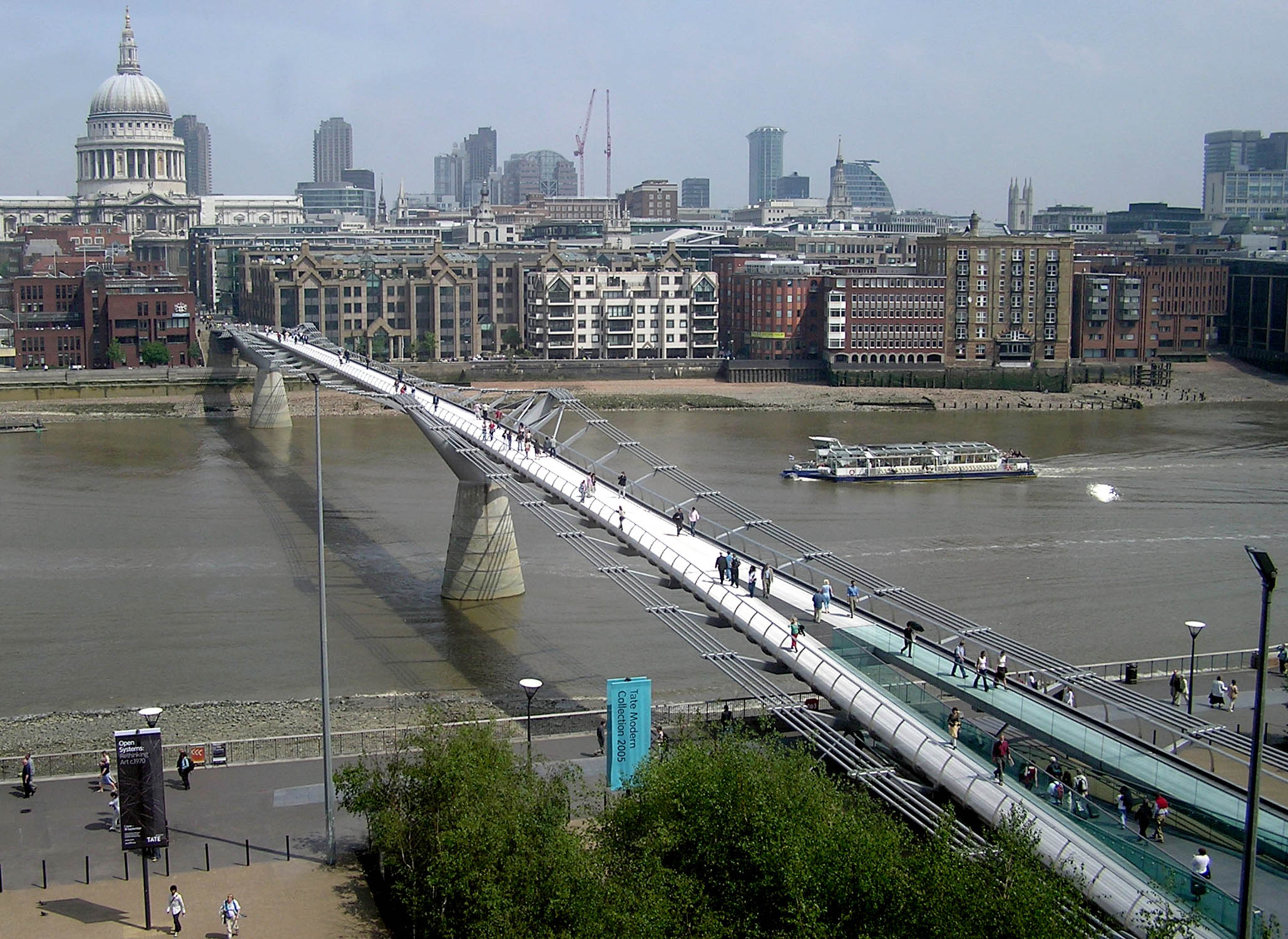
A ponte vista a partir de um restaurante na Tate Modern

A construção começou em finais de 1998, a partir do projeto do arquiteto Norman Foster., mas os principais trabalhos começaram apenas em 28 de Abril de 1999. O custo da ponte foi de 18,2 milhões de libras, 2,2 milhões a mais do que havia sido anunciado.
A ponte-passarela foi inaugurada pela rainha em 9 de maio de 2000, mas, por instabilidades e vibrações, foi interditada dois dias depois. Na ocasião, a ponte foi apelidada pelos ingleses de wobbly bridge ("ponte trêmula").
Resolvidos os problemas estruturais, abriu ao público apenas em 22 de fevereiro de 2002. Atualmente é cruzada por milhares de pessoas diariamente.

## Na cultura popular
- No início do filme Harry Potter e o Enigma do Príncipe, a ponte é destruída pelos Comensais da Morte.[7]
- A ponte é um dos cenários do planeta Xandar no filme Guardiões da Galáxia.[8]
- Na série antológica Black Mirror, a ponte aparece no fim do primeiro episódio, "The National Anthem", que se passa em Londres.